# Tabasco Cat
Tabasco Cat (1991-2004) est un cheval de course de race pur-sang américain. 

## Carrière de course
Après avoir fait tomber le marteau à $ 420 000 aux ventes de yearlings de Keeneland, Tabasco Cat est confié à Wayne Lukas, l'un des plus fameux entraîneurs américains. Vainqueur de son maiden à sa troisième tentative, il gagne ensuite trois courses d'affilée, ce qui lui ouvre les portes du Breeders' Cup Juvenile où, courant en progrès constants, il termine troisième de Brocco, à distance. De retour à 3 ans, il enchaîne deux victoires de groupe puis s'approche de Brocco dans le Santa Anita Derby et gagne son ticket pour les classiques de la triple couronne. Simple figurant dans le Kentucky Derby, il remporte les deux autres volets du triptyque, les Preakness Stakes et les Belmont Stakes, à chaque fois devant Go For Gin, le vainqueur du Derby. Pourtant, Tabasco Cat ne remportera qu'une seule course par la suite, une Listed disputée à Cincinnati, où il devance tout de même le futur hall of famer Best Pal. Avant cela, il avait été battu à plates coutures par Holy Bull et Concern dans les Travers Stakes. Mais en fin de saison il n'est battu qu'à la lutte par le second nommé dans le Breeders' Cup Classic, avant d'achever sa carrière par une nette défaite dans le Hollywood Derby. 

### Résumé de carrière
| Date         | Hippodrome      | Pays        | Course                 | Statut      | Distance    | Jockey           | Place       | Écart       | Vainqueur ou deuxième |
| 1993, 2 ans  | 1993, 2 ans     | 1993, 2 ans | 1993, 2 ans            | 1993, 2 ans | 1993, 2 ans | 1993, 2 ans      | 1993, 2 ans | 1993, 2 ans | 1993, 2 ans           |
| ------------ | --------------- | ----------- | ---------------------- | ----------- | ----------- | ---------------- | ----------- | ----------- | --------------------- |
| 19 juillet   | Belmont Park    | États-Unis  | Maiden                 |             | 1 100 m     | Jerry Bailey     | 7e / 8      | 15 ¼        | Whitney Tower         |
| 7 août       | Saratoga        | États-Unis  | Maiden                 |             | 1 000 m     | Richard Migliore | 4e / 10     | 2 ¾         | Upping The Ante       |
| 28 août      | Saratoga        | États-Unis  | Maiden                 |             | 1 200 m     | Richard Migliore | 1er / 9     | 1 ½         | Magic Caver           |
| 19 septembre | Belmont Park    | États-Unis  | Allowance              |             | 1 600 m     | Richard Migliore | 1er / 7     | enc.        | Amathos               |
| 15 octobre   | Keeneland       | États-Unis  | Fort Spring Stakes     |             | 1 400 m     | Pat Day          | 1er / 6     | enc.        | Golden Gear           |
| 6 novembre   | Santa Anita     | États-Unis  | Breeders' Cup Juvenile | Gr. 1       | 1 700 m     | Pat Day          | 3e / 11     | 6 ½         | Brocco                |
| 1994, 3 ans  |                 |             |                        |             |             |                  |             |             |                       |
| 22 janvier   | Bay Meadows     | États-Unis  | El Camino Real Derby   | Gr. 3       | 1 700 m     | Pat Day          | 1er / 7     | 1           | Flying Sensation      |
| 6 mars       | Santa Anita     | États-Unis  | San Rafael Stakes      | Gr. 2       | 1 600 m     | Pat Day          | 1er / 5     | 1           | Powis Castle          |
| 6 avril      | Santa Anita     | États-Unis  | Santa Anita Derby      | Gr. 1       | 1 800 m     | Pat Day          | 2e / 6      | 3/4         | Brocco                |
| 7 mai        | Churchill Downs | États-Unis  | Kentucky Derby         | Gr. 1       | 2 000 m     | Pat Day          | 6e / 14     | 9           | Go For Gin            |
| 21 mai       | Pimlico         | États-Unis  | Preakness Stakes       | Gr. 1       | 1 900 m     | Pat Day          | 1er / 10    | 3/4         | Go For Gin            |
| 11 juin      | Belmont Park    | États-Unis  | Belmont Stakes         | Gr. 1       | 2 400 m     | Pat Day          | 1er / 6     | 2           | Go For Gin            |
| 31 juillet   | Saratoga        | États-Unis  | Jim Dandy Stakes       | Gr. 2       | 1 800 m     | Pat Day          | 2e / 5      | 1           | Unaccounted For       |
| 20 août      | Saratoga        | États-Unis  | Travers Stakes         | Gr. 1       | 2 000 m     | Pat Day          | 3e / 5      | 17          | Holy Bull             |
| 24 septembre | Turfway Park    | États-Unis  | Kentucky Cup Classic   | Listed      | 1 800 m     | Pat Day          | 1er / 6     | 2           | Mighty Avanti         |
| 8 octobre    | Belmont Park    | États-Unis  | Jockey Club Gold Cup   | Gr. 1       | 2 000 m     | Pat Day          | 4e / 8      | 3 ¼         | Colonial Affair       |
| 5 novembre   | Churchill Downs | États-Unis  | Breeders' Cup Classic  | Gr. 1       | 2 000 m     | Pat Day          | 2e / 14     | enc.        | Concern               |
| 20 novembre  | Hollywood Park  | États-Unis  | Hollywood Derby        | Gr. 1       | 1 800 m     | Pat Day          | 8e / 13     | 6 ½         | River Flyer           |

## Au haras
Retiré à la fin de son année de 3 ans, Tabasco Cat entre au haras où il suscite certains espoirs que reflète son tarif initial, $ 30 000 la saillie. Mais en dépit de trois vainqueurs de groupe 1 (Habibti, lauréate des Debutante Stakes et des Hollywood Starlet Stakes, Island Sand, qui remporta les Acorn Stakes et Snow Ridge, qui s'adjugea le San Carlos Handicap), sa production déçoit et il est vendu au Japon en 2001 où il ne fait guère d'étincelles avant de mourir prématurément, en 2004. 

## Origines
Tabasco Cat est un fils du grand Storm Cat, l'étalon le plus cher du monde dans les années 2000, lorsque, depuis son fief d'Overbrook Farm, il monnayait ses services à $ 500 000 la saillie. 
La mère, Barbicue Sauce, avait montré un peu de qualité en se plaçant dans deux stakes et, au haras, elle donna plusieurs vainqueurs à un niveau inférieur. La famille maternelle s'est implantée en Argentine à la fin du XIXe siècle, jusqu'à ce que Cancelada, la troisième mère de Tabsco Cat, débarque aux États-Unis en 1964.

### Pedigree
| Origines de Tabasco Cat (USA), mâle alezan né en 1991 | Origines de Tabasco Cat (USA), mâle alezan né en 1991 | Origines de Tabasco Cat (USA), mâle alezan né en 1991 | Origines de Tabasco Cat (USA), mâle alezan né en 1991 |
| ----------------------------------------------------- | ----------------------------------------------------- | ----------------------------------------------------- | ----------------------------------------------------- |
| Père Storm Cat 1983                                   | Storm Bird 1978                                       | Northern Dancer 1961                                  | Nearctic                                              |
| Père Storm Cat 1983                                   | Storm Bird 1978                                       | Northern Dancer 1961                                  | Natalma                                               |
| Père Storm Cat 1983                                   | Storm Bird 1978                                       | South Ocean 1967                                      | New Providence                                        |
| Père Storm Cat 1983                                   | Storm Bird 1978                                       | South Ocean 1967                                      | Shining Sun                                           |
| Père Storm Cat 1983                                   | Terlingua 1976                                        | Secretariat 1970                                      | Bold Ruler                                            |
| Père Storm Cat 1983                                   | Terlingua 1976                                        | Secretariat 1970                                      | Somethingroyal                                        |
| Père Storm Cat 1983                                   | Terlingua 1976                                        | Crimson Saint 1969                                    | Crimson Satan                                         |
| Père Storm Cat 1983                                   | Terlingua 1976                                        | Crimson Saint 1969                                    | Bolero Rose                                           |
| Mère Barbicue Sauce 1983                              | Sauce Boat 1975                                       | Key To The Mint 1969                                  | Graustark                                             |
| Mère Barbicue Sauce 1983                              | Sauce Boat 1975                                       | Key To The Mint 1969                                  | Key Bridge                                            |
| Mère Barbicue Sauce 1983                              | Sauce Boat 1975                                       | Missy Babba 1958                                      | My Babu                                               |
| Mère Barbicue Sauce 1983                              | Sauce Boat 1975                                       | Missy Babba 1958                                      | Uriva                                                 |
| Mère Barbicue Sauce 1983                              | Lady Barbizon 1970                                    | Barbizon 1954                                         | Polynesian                                            |
| Mère Barbicue Sauce 1983                              | Lady Barbizon 1970                                    | Barbizon 1954                                         | Good Blood                                            |
| Mère Barbicue Sauce 1983                              | Lady Barbizon 1970                                    | Cancelada 1958                                        | Nigromante                                            |
| Mère Barbicue Sauce 1983                              | Lady Barbizon 1970                                    | Cancelada 1958                                        | Caninha (famille 12-d)                                |